# (1411) Brauna
(1411) Brauna ist ein Asteroid des Hauptgürtels, der am 8. Januar 1937 von dem deutschen Astronomen Karl Wilhelm Reinmuth an der Landessternwarte Heidelberg-Königstuhl der Universität Heidelberg entdeckt wurde.
Der Asteroid ist nach Margret Braun, der Ehefrau des deutschen Astronomen Heinrich Vogt benannt.